# Вырколак
Выркола́к (рум. vârcolac) — персонаж румынской мифологии, демон, связанный с затмениями светил, иногда волк-оборотень (см. приколич) или вампир (главным образом в Трансильвании).

## Имя
Другие варианты названия: vîrcolac, vîrgolăc, vîrcolak, svîrcolak, zvîrcolac, vălcolak. Слово является достаточно древним заимствованием из раннеболг. върколак — «волк-оборотень, вампир, существо вызывающее затмения».

## Происхождение
Считалось, что вырколаки происходят от душ детей, умерших некрещёнными; от душ злых людей, проклятых Богом; а также от душ некоторых других покойников. Имеют они вид собак или щенков, охотничьих псов, волков, часто змея. Их взгляд обладает сверхъестественной силой, см. например заговор: «Если её сглазила женщина чистая, нечистая, с глазами вырколака».

## Мифология
Вырколаки в румынской мифологии связаны с луной и солнцем. По некоторым поверьям считалось, что они живут на луне, на небе. Когда идёт дождь, они приходят пить в виде радуги. Лунные и солнечные затмения вызваны тем, что вырколаки поедают светила, откусывая, отрывая или отщипывая от них кусочки. Луна и солнце при этом наливаются кровью, из них льётся на землю красная вода. Причём, в этом действии вырколакам покровительствует святой Пётр. Однако светила всегда восстанавливаются, либо так как вырколаки едят медленно, либо из крошек, упавших из их рта. По другому объяснению, они вызывают затмения, просто усаживаясь на диск солнца или луны.
Чтобы прогнать вырколаков, люди должны были поднимать громкий шум: звонить в колокола, стрелять из ружей и пистолетов, громыхать вёдрами, подносами, медными или чугунными сосудами, треножниками и другой металлической посудой, бить в барабаны, щёлкать кнутом. Считалось, что особо вырколаки боятся людей, родившихся в субботу.